# سونگ سو هی
سونگ سو هی (کره‌ای: 송소희؛ زادهٔ ۲۰ اکتبر ۱۹۹۷) خواننده اهل کره جنوبی است.